# Rucphen
Rucphen (phát âmⓘ) là một đô thị và thị xã ở phía nam Hà Lan giữa Roosendaal và Etten-Leur.

## Các trung tâm dân cư
- Sint Willebrord ('t Heike) (dân số: 9.320)
- Sprundel (5.090)
- Rucphen (4.580)
- Zegge (2.210)
- Schijf (1.430)